# Masindi (district)
Masindi is een district in westen van Oeganda. Net als andere Oegandese districten is het genoemd naar zijn hoofdstad. Het district telde in 2020 naar schatting 340.500 inwoners. Het district is opgedeeld in de vier divisions van de stad Masindi en vijf sub-county's. De landstreek waarin het district zich bevindt is relatief droog, maar vruchtbaar genoeg om een overwegend agrarische bevolking te voeden. De meeste van de inwoners zijn arm en wonen op het platteland.
De internationale hulporganisatie International Care & Relief heeft een regionale basis in Masindi, van waaruit gewerkt wordt aan verscheidene projecten met lokale kinderen en jongeren.
De hoofdstad Masindi is een marktplaats langs de weg van Kampala naar het Murchison Falls National Park.

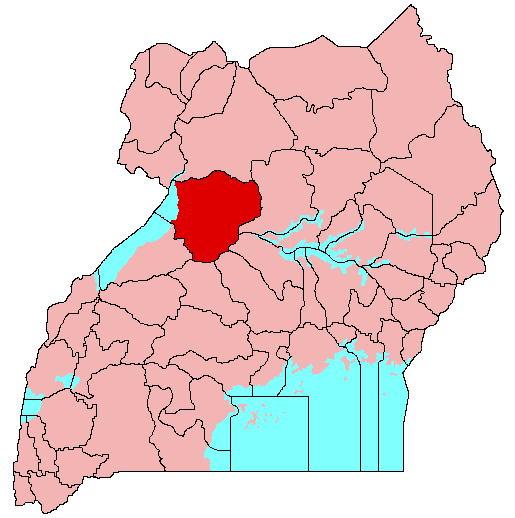
Het district voor het in 2010 werd opgesplitst